# Argentin szajáka
Az argentin szajáka (Pipraeidea bonariensis) a madarak osztályának verébalakúak (Passeriformes) rendjébe és a tangarafélék (Thraupidae) családjába tartozó faj.

## Rendszerezése
A fajt Johann Friedrich Gmelin német természettudós írta le 1789-ben, a Loxia nembe Loxia bonariensis néven.  Sorolják a Thraupis nembe Thraupis bonariensis néven is.

## Alfajai
- Pipraeidea bonariensis bonariensis (J. F. Gmelin, 1789)
- Pipraeidea bonariensis composita J. T. Zimmer, 1944
- Pipraeidea bonariensis schulzei (Bonaparte, 1838)
- Pipraeidea bonariensis darwinii Brodkorb, 1938[2]

## Előfordulása
Dél-Amerikában, Argentína, Bolívia, Brazília, Paraguay és Uruguay területén honos. 
Természetes élőhelyei a szubtrópusi és trópusi síkvidéki és hegyi esőerdők, szavannák és cserjések, valamint ültetvények és másodlagos erdők. Vonuló faj.

## Megjelenése
Testhossza 17 centiméter.
|  |  |

## Természetvédelmi helyzete
Az elterjedési területe rendkívül nagy, egyedszáma pedig stabil. A Természetvédelmi Világszövetség Vörös listáján nem fenyegetett fajként szerepel.